# Dagmar Elsner-Schwintowsky
Dagmar Elsner-Schwintowsky (* 14. Dezember 1939 in Leipzig-Connewitz; † 21. März 1997 in Dierberg) war eine deutsche Grafikerin und Illustratorin.

## Leben und Werk
Dagmar Schwintowsky war die Tochter eines kaufmännischen Angestellten und einer Lehrerin. Ihr Vater fiel im Zweiten Weltkrieg. Sie machte 1957 in Leipzig das Abitur und absolvierte in Leipzig ein Praktikum in der Mitteldeutschen Kammgarnspinnerei und der Werbeabteilung eines Betriebs der Handelsorganisation HO.
Von 1959 bis 1964 studierte sie bei Gerhard Kurt Müller an der Hochschule für Grafik und Buchkunst Leipzig. Danach war sie in Leipzig und ab 1976 in Dierberg als Malerin, Grafikerin und Illustratorin tätig, bis 1990 als Mitglied des Verbands Bildender Künstler der DDR. Sie illustrierte und gestaltete vor allem Bücher und Mappenwerke für Verlage der DDR und schuf als Auftragsarbeiten einige architekturbezogene Werke. Für die Brandenburgischen Sommerkonzerte entwarf sie 1990 das Logo.
Neben ihrer künstlerischen Arbeit leitete Dagmar Elsner-Schwintowsky in Dierberg mehrere künstlerische Laienkurse. Sie wurde mit der Johannes-R.-Becher-Medaille geehrt.
Von 1990 bis 1992 arbeitete sie in der Stadtverwaltung von Neuruppin und betätigte sich lehrend in der ländlichen Erwachsenenbildung. In der letzten Zeit ihres Lebens absolvierte sie noch ein Fernstudium an der Humboldt-Universität Berlin.

## Fotografische Darstellung Dagmar Elsner-Schwintowskys
- Klaus Morgenstern: Dagmar Schwintowsky[1]

## Werke (Auswahl)

### Buchillustrationen (unvollständig)
- Wilhelm Meinhold: Die Bernsteinhexe. Verlag Neues Leben, Berlin 1969.
- Irene Geiling: Seifenblasen. Rudolf Arnold-Verlag, Leipzig 1970.
- Hans-Joachim Malberg (Hrsg.): Der Hirtenknabe. Märchen und Geschichten deutscher Dichter. Knabe-Verlag, Weimar um 1970.
- Katrin im Straßenverkehr. Postreiter Verlag, Pößneck um 1973.
- Alfred Könner: Wo ist mein Auto? Abel & Müller, Leipzig,  1973
- Fjodor Knorre: Freund Schwarzauge. Der Kinderbuchverlag, Berlin vor 1976.
- Rudolf Sachsenweger: Was siehst du da? Ein Bilderbuch mit Sehübungen und Sehtests für Kinder von 4–7 Jahren. Der Kinderbuchverlag, Berlin 1977.
- Reiner Putzger: Der Bäcker fährt die Straßenbahn. Verlag für Lehrmittel Pössneck 1978.
- Harro Wendt: Spieltherapiekatalog Hilfsmittel im Umgang mit psychisch fehlentwickelten Kindern. Thieme Verlag, Leipzig 1981.
- Theodor Fontane: Effi Briest. Buchclub 65, Berlin 1982.
- Rolf Kleinsteuber: Morgen gehe ich zu Anka – ein Jugendroman im Stil eines Tagebuches. Verlag das Neue Berlin, Berlin um 1983.
- Reiner Putzger: Katrin kennt schon Farben. Verlag für Lehrmittel, Pössneck um 1986.
- Irina Rockel (Hrsg.): Neuruppiner Bilderbogen. Druckerei Franz Maecker, Neuruppin 1990 (Gestaltung).

### Architekturbezogene Werke
- Fassadenmalerei am damaligen Kindergarten, heute Haus der Generationen, in Karwe[2]
- Farbiges Relief an der Grundschule Karl-Liebknecht, Neuruppin (1986)[3]

## Ausstellungen
- 1972 und 1974: Leipzig, Bezirkskunstausstellungen
- 1981: Potsdam, Bezirkskunstausstellung
- 2011: Rheinsberg, Rathaus (postume Einzelausstellung)